# Ptinus mediodenvdatus
Ptinus mediodenvdatus is een keversoort uit de familie klopkevers (Ptinidae). De wetenschappelijke naam van de soort werd in 1926 gepubliceerd door Maurice Pic.